# Kim Kum-il
Kim Kum-il (ur. 10 października 1987 w Pjongjangu) – północnokoreański piłkarz występujący na pozycji napastnika w klubie April 25.

## Kariera
Kim Kum-il jest wychowankiem April 25. W 2005 roku zadebiutował w reprezentacji Korei Północnej. Został powołany do kadry na Mistrzostwa świata 2010.